# Montenescourt
Montenescourt és un municipi francès situat al departament del Pas de Calais i a la regió dels Alts de França. L'any 2007 tenia 411 habitants.

## Demografia

### Població
El 2007 la població de fet de Montenescourt era de 411 persones. Hi havia 157 famílies de les quals 27 eren unipersonals (19 homes vivint sols i 8 dones vivint soles), 65 parelles sense fills, 57 parelles amb fills i 8 famílies monoparentals amb fills.
La població ha evolucionat segons el següent gràfic:
Habitants censats

### Habitatges
El 2007 hi havia 164 habitatges, 161 eren l'habitatge principal de la família, 2 eren segones residències i 1 estava desocupat. 161 eren cases i 3 eren apartaments. Dels 161 habitatges principals, 140 estaven ocupats pels seus propietaris, 19 estaven llogats i ocupats pels llogaters i 2 estaven cedits a títol gratuït; 2 tenien dues cambres, 18 en tenien tres, 32 en tenien quatre i 109 en tenien cinc o més. 145 habitatges disposaven pel capbaix d'una plaça de pàrquing. A 63 habitatges hi havia un automòbil i a 92 n'hi havia dos o més.

### Piràmide de població
La piràmide de població per edats i sexe el 2009 era:
| Homes | Edats   | Dones |
| ----- | ------- | ----- |
| 0     | 95 o +  | 0     |
| 0     | 90 a 94 | 4     |
| 4     | 85 a 89 | 0     |
| 0     | 80 a 84 | 8     |
| 0     | 75 a 79 | 0     |
| 12    | 70 a 74 | 12    |
| 0     | 65 a 69 | 8     |
| 12    | 60 a 64 | 4     |
| 8     | 55 a 59 | 8     |
| 40    | 50 a 54 | 32    |
| 8     | 45 a 49 | 12    |
| 12    | 40 a 44 | 0     |
| 12    | 35 a 39 | 12    |
| 28    | 30 a 34 | 28    |
| 8     | 25 a 29 | 4     |
| 8     | 20 a 24 | 4     |
| 12    | 15 a 19 | 8     |
| 4     | 10 a 14 | 0     |
| 16    | 5 a 9   | 8     |
| 16    | 0 a 4   | 12    |

## Economia
El 2007 la població en edat de treballar era de 299 persones, 225 eren actives i 74 eren inactives. De les 225 persones actives 212 estaven ocupades (110 homes i 102 dones) i 14 estaven aturades (7 homes i 7 dones). De les 74 persones inactives 32 estaven jubilades, 24 estaven estudiant i 18 estaven classificades com a «altres inactius».

### Ingressos
El 2009 a Montenescourt hi havia 170 unitats fiscals que integraven 429 persones, la mediana anual d'ingressos fiscals per persona era de 21.512 €.

### Activitats econòmiques
Dels 14 establiments que hi havia el 2007, 2 eren d'empreses extractives, 2 d'empreses de fabricació d'altres productes industrials, 2 d'empreses de construcció, 5 d'empreses de comerç i reparació d'automòbils, 2 d'empreses de serveis i 1 d'una entitat de l'administració pública.
Dels 2 establiments de servei als particulars que hi havia el 2009, 1 era una fusteria i 1 lampisteria.
L'únic establiment comercial que hi havia el 2009 era una floristeria.
L'any 2000 a Montenescourt hi havia 8 explotacions agrícoles.

## Poblacions més properes
El següent diagrama mostra les poblacions més properes.